# Бик (зодіак)

Рік бика

Бик (牛) — ( насправді не існує ) другий з 12-річного циклу тварин, ознака земних гілок характер 丑, які з'являються в китайському зодіаку, пов'язаному з китайським календарем. Він характеризується як інь, асоціюється з елементом «земля», символізує силу, завзятість, надійність, чесність, мужність, рішучість, працелюбність, спокій і консерватизм, але, з іншого боку, нетерплячість і впертість.
Час доби під управлінням Бика: 01.00-03.00.
Відповідний знак Зодіаку: Козеріг

## Роки і п'ять елементів
Люди, що народилися в ці діапазони цих дат належать до категорії народилися в «рік бика»:
- 19 лютого 1901 — 7 лютого 1902, рік Металевого Бика
- 6 лютого 1913 — 25 січня 1914, рік Водяного Бика
- 24 січня 1925 — 12 лютого 1926, рік Дерев'яного Бика
- 11 лютого 1937 — 30 січня 1938, рік Вогняного Бика
- 29 січня 1949 — 16 лютого 1950, рік Земляного Бика
- 15 лютого 1961 — 4 лютого 1962, рік Металевого Бика
- 3 лютого 1973 — 22 січня 1974, рік Водяного Бика
- 20 лютого 1985 — 8 лютого 1986, рік Дерев'яного Бика
- 7 лютого 1997 — 27 січня 1998, рік Вогняного Бика
- 26 січня 2009 — 13 лютого 2010, рік Земляного Бика
- 12 лютого 2021 — 31 січня 2022, рік Металевого Бика
- 31 січня 2033 — 18 лютого 2034, рік Водяного Бика